# خورخي دوران
خورخي دوران (بالإسبانية: Jorge Durán)‏ هو لاعب كرة قدم مكسيكي، ولد في 30 أبريل 1995 في Ocosingo ‏ في المكسيك.

## وصلات خارجية
- خورخي دوران على موقع قاعدة بيانات كرة القدم.إي يو (الإنجليزية)
- خورخي دوران على موقع Soccerway.com (الإنجليزية)
- خورخي دوران على موقع AS.com (الإسبانية)